# جلكى صغرى
جلكى صغرى (الاسم العلمي: Lampetra minima) هي نوع من الحيوانات المائية يتبع جنس جلكى لاحسة الحجر من فصيلة الجلكية.